# Li-2 (航空機)
Li-2
駐機中のLi-2 CCCP-Л413号機 (1940年撮影)
- 用途：貨物機、旅客機、軽爆撃機
- 分類：輸送機
- 設計者：バリース・パーヴロヴィチ・リスノーフ
- 製造者：第84工場、タシケント機械工場
- 運用者

  - 労働者・農民赤色空軍
  - アエロフロート など
- 生産数：

  - 6,157[1][2]
  - 4,937[3]
- 生産開始：1939年
- 運用状況：退役
- 原型機：DC-3

Li-2（リ2；ロシア語:Ли-2 リー・ドヴァー）は、ソビエト連邦のリスノーフが設計し、ソ連を中心とした東側諸国で使用された輸送機。
北大西洋条約機構(NATO)の使用するNATOコードネームはキャブ (Cab)。

## 概要
アメリカ合衆国のDC-3旅客機の生産ライセンスを取得した航空機設計者のリスノーフは、部品点数を減らし機体強度を高め、固定武装を追加するなどの改設計を行った。改設計後に量産が開始された機体は軍用輸送機としても使用された。1940年から1945年までおよそ2000機が生産されたといわれるが、輸送だけでなく爆撃も可能なよう改造された事例もあった。
戦後もソ連および東側諸国で旅客機や輸送機として運用されるなど改造・改装を受けながら幅広く活躍し、ソ連軍では1970年代まで運用された。

## 概略
ソ連では、カリーニン設計局やツポレフ設計局による大型旅客機の開発とアエロフロートでの運行がなされていたが、1930年代中ごろにはK-5などの機体では収容力不足となっていた。そこで、新しい旅客機の開発が各設計者に求められた。また、海外からの機体の輸入やそのライセンス生産も検討された。対象は、アメリカ合衆国のDC-2やDC-3であった。
ダグラス社に派遣された経験を持つ技術者ボリース・パーヴロヴィチ・リスノーフが、DC-3を基本にソ連向けに1293カ所にも及ぶ改良を加え、寒冷気候に強いソ連製エンジンを搭載した輸送機を設計し、これを「PS-84」と呼称した。アメリカ流のインチ規格の原設計をソ連で標準のメートル法に修正したほか、降着装置は雪中用の橇に交換装着可能とするなど様々な仕様変更を行った。この結果もとのDC-3に比べ400kg程重量が増し、飛行性能は低下している。この機体は1942年以降Li-2の名称で軍用輸送機として量産された。爆弾やロケット弾を胴体及び内翼下に1 tまで搭載できる代用軽爆撃機としての運用も行われた。
ソ連は大祖国戦争(第二次世界大戦の独ソ戦)中に、アメリカ合衆国からDC-3の軍用タイプであるC-47を700機供与されており、こちらも軍用輸送機として大いに活用された。中には、Li-2に準じてエンジンを換装するなど改善を施した機体もあった。

## 派生型
| ソ連             | |
| PS-84            | 最初の生産型。1939年に初飛行。それまでは、「M-62IR搭載型DC-3」と呼ばれていた。なお、「PS-84」とは「пассажирский самолет авиазавода № 84の略で、「第84工場の旅客機」という意味。 |
| PS-84-K          | パラシュート投下機。 |
| PS-84-I          | 救急機。 |
| Li-2             | 1942年以降の生産型に対する呼称。 |
| Li-2VP           | 軍に採用されたPS-84の正式名称。ShKAS機銃を搭載し、ハードポイントも装備した。 |
| Li-2P            | 旅客機。 |
| Li-2「サローン」 | 高官輸送機。10機程度が製作された。 |
| PS-84-T          | 1943年に開発された掃海機。 |
| Li-2USh          | 1949年に開発された操縦訓練機。Il-28の操縦士の訓練などに使用された。 |
| Li-2SIP          | 測量機。 |
| Li-2SKh          | 農業・畜産・林業用機。 |
| Li-2D            | 航続距離の延長のために燃料タンクを増備した派生型。Il-12やIl-14のもととなった。                                                                                                  |
| Li-2VV           | 爆撃機型。ポーランド語やドイツ語などではLi-2WWと書かれる。 |
| Li-2V            | 1953年に初飛行した高高度航空機の試作機。アントノフ設計局で開発された。高度8000 mの飛行が可能となった。ポーランド語やドイツ語などではLi-2Wと書かれる。                           |
| Li-2PL(Li-2PLL)  | 森林火災監視機。 |
| Li-2PR           | 狩猟監視機。Li-2Pから改修された。 |
| Li-2RT           | テレビ中継機。 |
| Li-2F            | 空中写真撮影機。派生型にLi-2FGがある。 |
| Li-2「メテオ」   | 気象実験機。 |

| ユーゴスラビア |                                                                        |
| Li-3           | Li-2 のエンジンをDC-3が使用していたR-1830 ツインワスプ・エンジンに交換 |

| ポーランド |      |
| Li-2T(sb)  | Li-2 |

## 諸元

Li-2 三面図

### Li-2VV
- 全幅：28.81 m
- 全長：19.65 m
- 高さ：5.15 m
- 翼面積：91.7 m2
- 機体重量：7650 kg
- 積載重量：11700 kg
- 貨物搭載量 : 最大2950 kg
- 搭載エンジン：M-62 IR ×2
- 武装 : 7.62mm ShKAS機関銃 機首固定×1 胴体上部旋回式銃塔×1
- 最大速度：270 km/h
- 巡航速度：240 km/h
- 着陸速度：108 km/h
- 航続距離：2600 km
- 最大上昇高度：5600 m

## 現存する機体
| 型名  | 番号                             | 機体写真 | 所在地                                | 所有者                                   | 公開状況 | 状態     | 備考   |
| ----- | -------------------------------- | -------- | ------------------------------------- | ---------------------------------------- | -------- | -------- | ------ |
| Li-2P | CCCP-84614 18418809              |          | ロシア モスクワ州                     | 連邦文化芸術研究所中央空軍博物館         | 公開     | 静態展示 |        |
| Li-2T | 18433209                         |          | ハンガリー ペシュト県                 | ゴールドタイマー財団                     | 公開     | 飛行可能 | 旧塗装 |
| Li-2T | CCCP-48986 18438101              |          | ロシア モスクワ市                     | 大祖国戦争中央博物館                     | 公開     | 静態展示 |        |
| Li-2T | 18439102                         |          | ポーランド マウォポルスカ県           | クラクフ・ポーランド航空博物館           | 公開     | 静態展示 |        |
| Li-2P | 18439504                         | 写真     | ハンガリー バーチュキシュクン県       | ボーチャ村                               | 公開     | 静態展示 |        |
| Li-2T | CCCP-93914 23440808              |          | ロシア モスクワ州                     | 連邦文化芸術研究所中央空軍博物館         | 公開     | 静態展示 |        |
| Li-2T | 23441206                         |          | ハンガリー ブダペスト                 | エアロパーク・ブダペスト                 | 公開     | 静態展示 |        |
| Li-2  | 23441301                         |          | ハンガリー ヤースナジクンソルノク県   | ソルノク飛行機博物館                     | 公開     | 保管中   |        |
| Li-2  | OK-GAA OK-BYO D-29 2105 23442105 |          | スロヴァキア バンスカービストリツァ県 | スロヴァキア国立蜂起博物館               | 公開     | 静態展示 |        |
| Li-2T | 2106 23442106                    |          | スロヴァキア プレショフ県             | ヴィシュニーコマールニク村               | 公開     | 静態展示 |        |
| Li-2D | 23442710                         |          | チェコ プラハ                         | プラハ軍事研究所クベリ航空博物館         | 公開     | 静態展示 |        |
| Li-2F | 23443002                         |          | チェコ プラハ                         | プラハ軍事研究所クベリ航空博物館         | 公開     | 静態展示 |        |
| Li-2  | 33444309                         |          | ベラルーシ                            | ベラルーシ国立大祖国戦争博物館           | 公開     | 静態展示 |        |
| Li-2  | СССР-26959                       |          | カザフスタン (ロシア) バイコヌール市  | バイコヌール市Li-2記念碑                 | 公開     | 静態展示 |        |
| Li-2T | '54'                             |          | ウクライナ キエフ                     | 国立ウクライナ第二次世界大戦中歴史博物館 | 公開     | 静態展示 |        |

## 文献
- Pearcy, Arthur (1995) (英語). Douglas propliners DC-1--DC-7 [ダグラスプロペラライナー DC-1～DC-7]. シュルーズベリー: エアライフ パブ. ISBN 1-85310-261-X
- Gradidige, Jennifer, ed (2006) (英語). The Douglas DC-1/DC-2/DC-3 : the first seventy years [ダグラス DC-1/DC-2/DC-3 : 最初の 70 年間]. トンブリッジ: Air-Britain (Historians). ISBN 0-85130-332-3
- Davies, R.E.G. (1993) (英語). Aeroflot, an airline and its aircraft : an illustrated history of the world's largest airline = Aėroflot [アエロフロート、航空会社とその航空機：世界最大の航空会社の図解歴史 = アエロフロート]. メリーランド州ロックビル: Paladwr プレス. ISBN 0-9626483-1-0